# Incident met Nederlandse marinehelikopter in Sirte

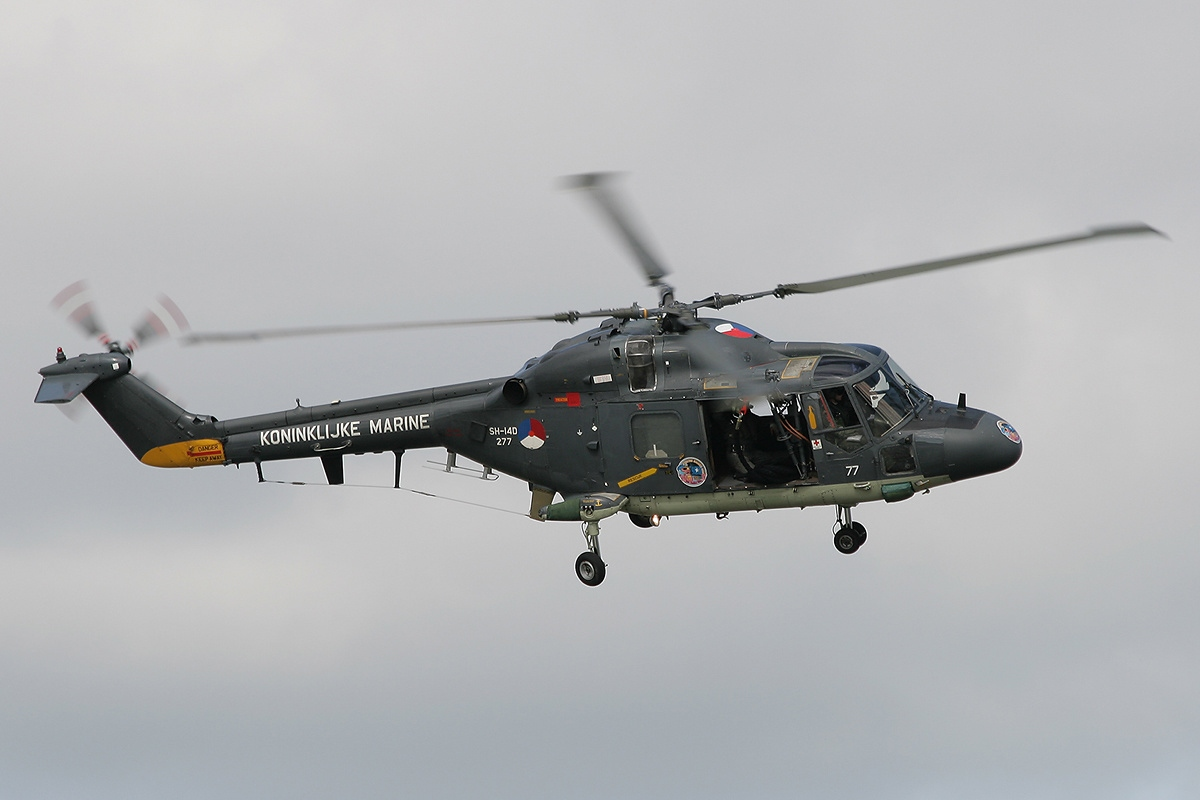
De betrokken Westland Lynx in 2010

Het incident met een Nederlandse marinehelikopter in Sirte vond plaats op 28 februari 2011 toen de Nederlandse Koninklijke Marine een reddingsoperatie startte om mensen uit Libië te evacueren in verband met de opstand die daar gaande was tegen het regime van Moammar al-Qadhafi.

## Aanleiding
De op 17 februari begonnen opstand tegen het regime escaleerde al snel in een gewapend conflict tussen de opstandelingen en het Libische leger. Daardoor ontstond er in Libië een situatie die veel Westerse regeringen dusdanig gevaarlijk vonden dat ze hun burgers opriepen om Libië te verlaten.

## Reddingsoperatie

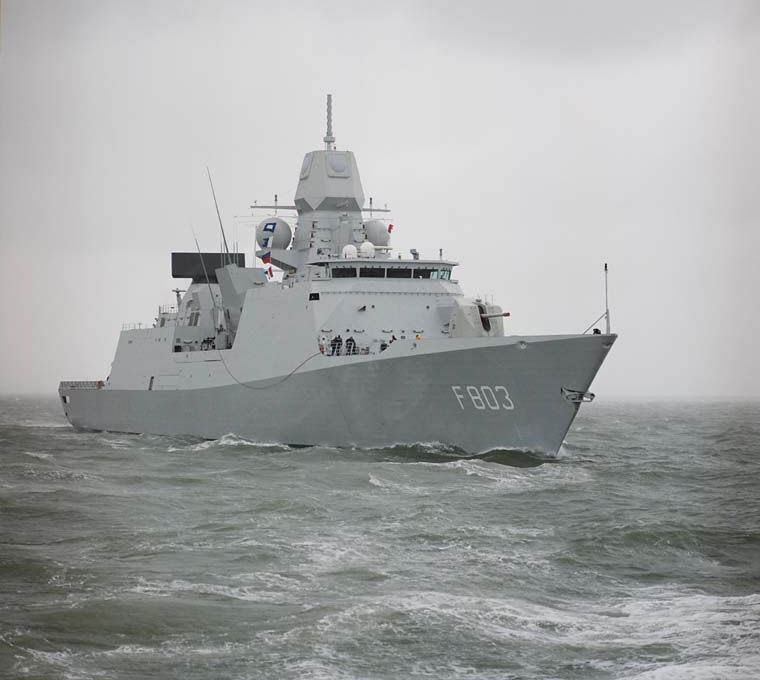
Hr. Ms. Tromp

Toen de situatie na 25 februari escaleerde kwamen enkele evacués vast zitten in Qadhafi-gezinde plaatsen zoals zijn geboorteplaats Sirte. Zo ook een Nederlandse ingenieur van het bedrijf Royal Haskoning die niet meer weg kon komen. Daarop zette de Nederlandse regering een operatie op touw vanaf het fregat Hr. Ms. Tromp dat voor de Libische kust lag. De Nederlandse ingenieur werd ingelicht over de tijd en plaats van evacuatie; een Zweedse vrouw werd via het Zweedse ministerie van Buitenlandse Zaken op de hoogte gebracht van de op handen zijnde evacuatie. Op 28 februari vertrok een Lynx-helikopter (Type SH-14D, registratienummer: 277) naar Sirte met drie bemanningsleden. Toen de helikopter op het strand bij Sirte landde en de bemanningsleden begonnen met het evacueren van de Nederlander en Zweed, werden ze overmeesterd en gevangengenomen door Libische soldaten die vermoedelijk op de hoogte waren van de operatie. De helikopter werd daarop uitgebreid gefilmd en getoond op de Libische staats-tv. Het toestel landde vlak bij de pier die Royal Haskoning aan het bouwen was.

## Vrijlating

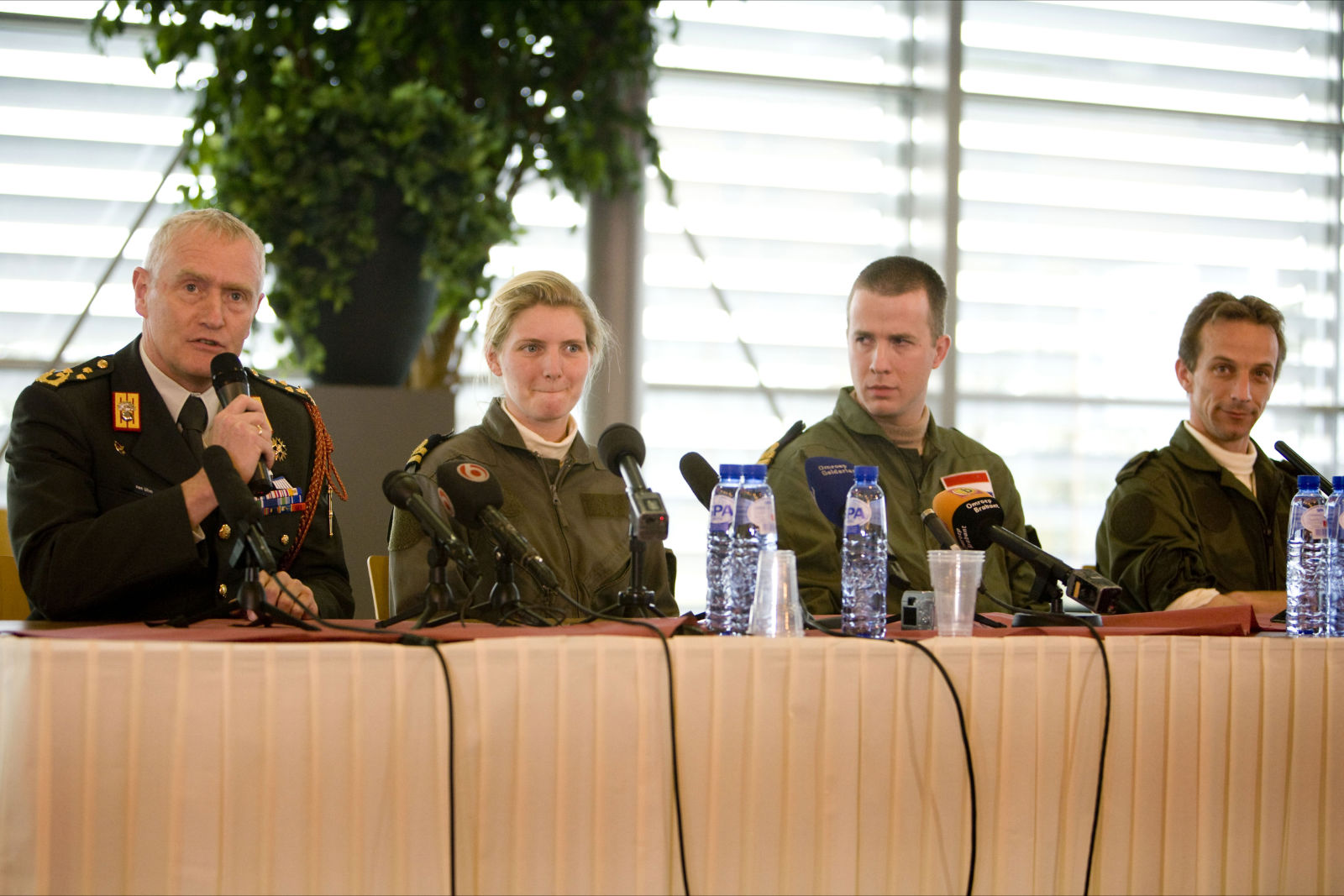
Persconferentie met Peter van Uhm na vrijlating van het marinepersoneel.

De Nederlander en de Zweedse vrouw werden diezelfde dag nog, in tegenstelling tot de marinemensen, vrijgelaten. De Nederlandse regering begon met stille diplomatie met hulp van de andere landen, waaronder Malta en Griekenland. Na enige tijd kwam er schot in de zaak en maakte het regime bekend dat het de marinemensen snel zou vrijlaten. Uiteindelijk werden ze vrijgelaten in de nacht van 10 op 11 maart. Ze werden door een Grieks Hercules-toestel opgehaald en naar Athene gevlogen. Vanuit daar gingen ze door naar Vliegbasis Eindhoven. Qadhafi's zoon Saif verklaarde in een interview dat Libië de helikopter zou houden.

## Politieke ophef
Voor en na de vrijlating ontstond er commotie in de Tweede Kamer en onder militaire vakbonden over het incident en de informatievoorziening over de operatie aan de Kamer. Er werden Kamervragen gesteld en de ministers Hillen en Rosenthal stuurden in antwoord daarop een brief aan het parlement met een feitenrelaas. Zij gaven aan waarom zij meenden dat de met risico's omgeven operatie genomen moest worden maar spraken ook hun volle verantwoordelijk uit voor het mislukken van de operatie.

## Conclusie
De Commissie van Toezicht op de Inlichtingen- en Veiligheidsdiensten kwam in een rapport, dat op 2 november 2011 werd gepubliceerd, tot de conclusie dat de inlichtingendiensten AIVD en de MIVD en het ministerie van Buitenlandse Zaken voorafgaand aan de actie onvoldoende overleg hadden gepleegd.

## Teruggave
In februari 2012 liet het ministerie van Defensie weten dat de Lynx nog steeds op een strand in Libië stond. Nederland overlegde met de Libische autoriteiten over teruggave van de helikopter. Op 27 februari, precies een jaar na het incident, werd de helikopter naar Tripoli overgebracht voor transport over zee naar Nederland. Het transport van het niet meer vliegwaardige toestel naar Nederland nam een aanvang in april daaraanvolgend. De kosten voor het naar Nederland halen van het onbruikbare toestel werden begroot op € 21.000. In de week van 25 juni kwam de helikopter in Nederland aan en werd vervolgens verschroot.